# Ґаятрі Чакраворті Співак
Ґаятрі Чакраворті Співак (англ. Gayatri Chakravorty Spivak; 24 лютого 1942 Колката, Індія) — американська літературознавиця індійського походження, професор, директор Центру порівняльної літератури і суспільства Колумбійського університету. Співак є співзасновницею теорії постколоніалізму. Її професійні наукові інтереси охоплюють літературу 19 і 20 ст, фемінізм, марксизм, деконструкцію та глобалізацію.

## Життєпис
Ґаятрі Співак закінчила з відзнакою штудію з англійської і бенгальської літератури в Президент-коледжі Калькутського університету. В 1959 у віці 17 років емігрувала до США, де продовжила навчання в Корнелльському університеті і склала магістерські іспити. Під час подальшого навчання в університеті Айови в 1967 році під керівництвом проф. Пола де Мана захистила в Корнельському університеті дисертацію, присвячену творчості Вільяма Батлера Єйтса.
Співак наразі є професором в Колумбійському університеті. Вона також викладає в Центрі вивчення соціальних наук в Калькутті.

## Наукова робота
В 1976 Співак видала переклад «Грамматології» Жака Дерріди, який високо оцінило наукове співтовариство. У 1980 році приєдналася до колективу прикладних досліджень під керуванням історика Ренеджіт Гаха. Дослідниця працює в галузях фемінізму, марксизму, деконструкції та глобалізації. У своїх дослідженнях Співак викриває як європейську метафізику (такі філософи, як Кант та Гегель), що не тільки не згадувала підпорядкованих (англ. subaltern), але й активно протидіяла їхньому сприйняттю як повноцінних людських істот. З 2002 Співак займається також питаннями тероризму.
Співак відома[кому?] статтею «Чи може підпорядковане промовляти?», яка вважається базовим текстом постколоніалізму, а також перекладом книги «Про граматологію» Жака Дерріди.

## Вибрані праці
- Can the subaltern Speak?, in: Nelson, Cary/Grossberg Lawrence (Ed.): Marxism and the Interpretation of Culture, Chicago: Illinois University Press, 1988
- Outside in the Teaching Machine, New York, London: Routledge, 1993
- The Spivak Reader. Selected Works of Gayatri Chakravorty Spivak, edited by Donna Landry and Gerald MacLean, New York/London: Routledge, 1996
- A Critique of Post-Colonial Reason: Toward a History of the Vanishing Present, Harvard University Press, 1999
- Imperative zur Neuerfindung des Planeten. Imperatives to Re-Imagine the Planet
- Death of a Discipline, New York: Columbia University Press, 2003
- Can the subaltern Speak? Postkolonialität und subalterne Artikulation
- Who Sings the Nation-State? Language, Politics, Belonging (разом з Джудіт Батлер), Oxford/New York/Kalkutta: Seagull Books, 2007;
- Other Asias, Malden/Oxford: Blackwell Publishing, 2008
- Righting Wrongs. Über die Zuteilung von Menschenrechten, Zürich/Berlin: diaphanes, 2008.

## Українські переклади
- Співак, Гаятрі Чакраворті. В інших світах. Есеї з питань культурної політики. — К.: Вид. дім «Всесвіт», 2006. ISBN 966-8439-01-5.